# Augusto Hamann Rademaker Grünewald
Augusto Hamann Rademaker Grünewald (Rio de Janeiro, 11 maggio 1905 – Rio de Janeiro, 13 settembre 1985) è stato un ammiraglio e politico brasiliano.

## Biografia
Ministro della Marina in qualità di comandante della Marina Brasiliana dal 1967 al 1969, fu Membro della Giunta militare brasiliana che nel 1969 di fatto resse le sorti del Brasile durante il periodo di malattia del presidente Artur da Costa e Silva, fino all'investitura di Emílio Garrastazu Médici (nominato presidente in virtù dei suoi appoggi nell'esercito).
Ricoprì quindi la carica di vicepresidente del Brasile dal 30 ottobre 1969 al 14 marzo 1974.